# Pokémon Diamond e Pearl
Pokémon Diamond Version e Pokémon Pearl Version (ポケットモンスター ダイヤモンド・パール, Poketto Monsutā Daiyamondo・Pāru, tradução: Monstros de Bolso Diamond・Pearl, em japonês Daiyamondo (Diamante) é um estrangeirismo, assim como Pāru (Pérola), pérola em japonês é 真珠 Shinju) são dois jogos eletrônicos de RPG de 2006, desenvolvidos pela Game Freak, publicados pela The Pokémon Company e Nintendo para consola portátil Nintendo DS. São as primeiras parcelas da quarta geração da série de jogos eletrônicos Pokémon. Eles foram lançados pela primeira vez no Japão em 28 de setembro de 2006 e na América do Norte, Austrália e Europa em 2007. Pokémon Platinum, uma versão atualizada, foi lançada dois anos depois em cada região. Uma recriação de ambos os jogos foi lançada para o Nintendo Switch em 19 de novembro de 2021. Uma prequela, foi lançada para o Nintendo Switch em 28 de janeiro de 2022.
Como os jogos Pokémon anteriores, Diamond e Pearl narram as aventuras de um jovem treinador Pokémon enquanto treinam e lutam contra Pokémon e treinadores, ao mesmo tempo que frustram os esquemas de uma organização criminosa chamada Equipe Galáctica. Os jogos adicionam muitos recursos novos, como jogar pela Internet através da Nintendo Wi-Fi Connection, mudanças na mecânica de batalha e concursos de Pokémon, junto com a adição de 107 novos Pokémon. Os jogos são independentes um do outro, mas apresentam basicamente o mesmo enredo e embora ambos possam ser jogados separadamente, é necessário negociar entre eles para completar a Pokédex dos jogos.
O desenvolvimento de Diamond e Pearl foi anunciado em uma conferência de imprensa da Nintendo no quarto trimestre de 2004. Os jogos foram projetados com recursos do Nintendo DS em mente. Estava previsto para ser lançado no Japão em 2005, mas foi lançado em 2006, o 10º aniversário da franquia. Na promoção dos jogos, a Nintendo vendeu uma edição limitada do Nintendo DS Lite no Japão e fez uma festa de lançamento para comemorar seu lançamento na América do Norte.
Os jogos receberam críticas geralmente favoráveis. Cerca de 18 milhões de unidades foram vendidas em todo o mundo. Diamond e Pearl venderam 2 milhões de unidades a mais que os jogos Pokémon Ruby e Sapphire e quase 6 milhões de unidades do que Pokémon FireRed e LeafGreen, além de vender mais que seus sucessores, Pokémon Black e White, por mais de 2 milhões de cópias. Os jogos estão entre os jogos de Pokémon de maior sucesso de todos os tempos.

## Jogabilidade
Pokémon Diamond e Pearl são jogos RPG com elementos de aventura. A mecânica básica dos jogos é basicamente a mesma de seus antecessores. Tal como acontece com todos os jogos Pokémon para consoles portáteis, a jogabilidade ocorre em uma perspectiva aérea de terceira pessoa, e consiste em três telas básicas: um mapa de campo, no qual o jogador navega pelo personagem principal; uma tela de batalha; e o menu, no qual o jogador configura seu grupo, itens ou configurações de jogo. Os jogadores começam o jogo sem Pokémon ou Pokébolas, mas podem escolher entre três Pokémon como parte do enredo. Depois que as Pokébolas são obtidas, o jogador pode capturar mais Pokémon. Os jogadores podem usar seus Pokémon para causar danos a outros Pokémon na batalha. Sempre que o jogador encontra um Pokémon selvagem ou é desafiado por um treinador para uma batalha, a tela muda para uma tela de batalha baseada em turnos, onde o Pokémon luta. Durante a batalha, o jogador pode usar um movimento, usar um item, trocar o Pokémon ativo ou fugir. Fugir não é uma opção durante as batalhas contra treinadores. Todos os Pokémon têm pontos de vida (HP); sempre que o HP de um Pokémon é reduzido a zero, ele desmaia e não pode lutar a menos que seja revivido em um Centro Pokémon ou com um item. Se o Pokémon do jogador derrotar o Pokémon adversário fazendo-o desmaiar, ele receberá pontos de experiência. Depois de acumular pontos de experiência suficientes, ele subirá de nível; a maioria dos Pokémon evolui para uma nova espécie de Pokémon sempre que atinge um determinado nível. As estatísticas do Pokémon também aumentam sempre que ele sobe de nível, e eles também aprendem novos movimentos em certos níveis. Se um Pokémon for impedido de evoluir, ele aprenderá novos movimentos mais rápido.
Além da batalha, capturar Pokémon é o elemento mais importante da jogabilidade Pokémon. Embora os Pokémon de outros treinadores não possam ser capturados, o jogador pode usar diferentes tipos de Pokébolas em um Pokémon selvagem durante a batalha. Uma captura bem-sucedida adiciona o Pokémon ao grupo ativo do jogador ou o armazena se o jogador já tiver no máximo seis Pokémon em seu grupo. Fatores na taxa de sucesso de captura incluem o HP do Pokémon alvo e a força da Pokébola usada; quanto menor o HP do alvo e mais forte a Pokébola, maior será a taxa de sucesso de captura. Além disso, infligir certos efeitos de status, como sono ou paralisia, adiciona um multiplicador à taxa de captura, tornando mais fácil capturar Pokémon selvagens. Cada espécie também possui uma taxa de captura própria.

### Novos recursos
Tal como acontece com outras gerações de jogos Pokémon, Diamond e Pearl mantêm a jogabilidade básica de seus predecessores enquanto introduzem novos recursos adicionais. O ciclo dia-noite retorna e aumentou de três horas do dia em Gold e Silver para cinco períodos em Diamond e Pearl: manhã, dia, tarde, noite e noite. Diamond e Pearl também introduzem várias mudanças na mecânica de batalha. Nas gerações anteriores, os movimentos Pokémon eram classificados como "físicos" ou "especiais" com base em seu tipo; por exemplo, todos os movimentos do tipo Fogo eram especiais e todos os movimentos do tipo Solo eram físicos. Em Diamond e Pearl, no entanto, os movimentos são categorizados em três grupos. Ataques que fazem contato físico com o oponente são "físicos", ataques que não fazem contato físico são "especiais" e movimentos que não causam dano são classificados como "status".
Alguns dos novos recursos dos jogos capitalizam os recursos do Nintendo DS. O Pokétch (ポケッチ, Poketchi), um smartwatch simulado, reside na tela inferior do DS e hospeda vários aplicativos, incluindo relógio, calculadora, mapa, contador e bloco de desenho. Esses aplicativos são obtidos durante o jogo. Abaixo da superfície de Sinnoh está Debaixo da terra (ちかつうろ, Chikatsūro), uma grande área usada para jogos multijogador sem fio; nele, os jogadores podem criar e decorar bases secretas, apresentadas pela primeira vez em Pokémon Ruby e Sapphire, e participar de minijogos. Os itens extraídos no Debaixo da terra podem ser transferidos para a bolsa do jogador no jogo principal. Diamond e Pearl também empregam suporte para a Nintendo Wi-Fi Connection (desde que foi descontinuada), permitindo aos jogadores se comunicarem por chat de voz, comércio e batalha online. O principal sistema de comércio é a Global Trade Station, que permite aos jogadores negociar com pessoas de todo o mundo. Os jogadores podem pesquisar qualquer Pokémon que tenham visto no jogo e podem oferecer o seu próprio; se outro jogador estiver oferecendo o Pokémon solicitado e procurando o Pokémon oferecido, a troca ocorre imediatamente. Uma negociação não precisa ser instantânea; uma oferta pode ser deixada para outros jogadores navegar e completar, mesmo quando o jogador está offline. Certas espécies de Pokémon comercializados internacionalmente terão uma entrada Pokédex no idioma do jogo de origem. De acordo com o diretor de arte Pokémon Ken Sugimori, a Global Trade Station foi o novo recurso com o qual ele ficou mais satisfeito.
Os Concursos Pokémon são eventos em que o Pokémon do jogador compete em um show para ganhar fitas e em Diamond e Pearl, consistem em três etapas, duas a mais que os Concursos dos jogos Game Boy Advance. No estágio de competição visual, os jogadores usam a tela sensível ao toque do Nintendo DS para colocar acessórios em seus Pokémon para impulsionar uma característica específica, como "Legal" ou "Bonito", e ganhar pontos. No estágio de Competição de Dança, o jogador deve tocar nos botões da tela sensível ao toque no ritmo da música. O estágio final, Competição de Atuação, é semelhante aos Concursos Pokémon dos jogos Game Boy Advance; Os Pokémon usam seus movimentos para atrair os juízes e a multidão. Como os Pokéblocos nos jogos de terceira geração, produtos assados chamados Poffins podem ser feitos de bagas e dados aos Pokémon para aumentar uma característica específica e portanto, a probabilidade de sucesso em um Concurso relevante.

### Conectividade com outros dispositivos
Além da compatibilidade um com o outro, Diamond e Pearl oferecem compatibilidade com os jogos Pokémon de terceira geração, Pokémon Ruby e Sapphire, Emerald, FireRed e LeafGreen, Pokémon Ranger e Pokémon Battle Revolution. Depois de ganhar o Pokédex Nacional em Diamond e Pearl, o jogador pode "Migrar" Pokémon dos jogos Game Boy Advance para Diamond e Pearl inserindo um cartucho Game Boy Advance na fenda de cartucho Game Boy Advance do Nintendo DS enquanto Diamond ou Pearl está na fenda de cartucho DS. Depois que seis Pokémon são carregados do cartucho, eles são enviados para o Pal Park, uma área onde o jogador pode capturar o Pokémon transferido. Os uploads de Pokémon são restritos a seis a cada vinte e quatro horas por cartucho do Game Boy Advance, e o jogador deve capturar o Pokémon carregado antes de realizar outra transferência. Pokémon transferidos para Diamond e Pearl dessa forma não podem ser enviados de volta para um cartucho de Game Boy Advance. Depois de completar uma missão especial no Pokémon Ranger, o jogador poderá enviar um ovo Manaphy ou Riolu de Ranger a Diamond ou Pearl. Finalmente, os jogadores podem carregar Pokémon sem fio de Diamond e Pearl para os jogos de Wii Pokémon Battle Revolution e My Pokémon Ranch.

## Sinopse

### Cenário

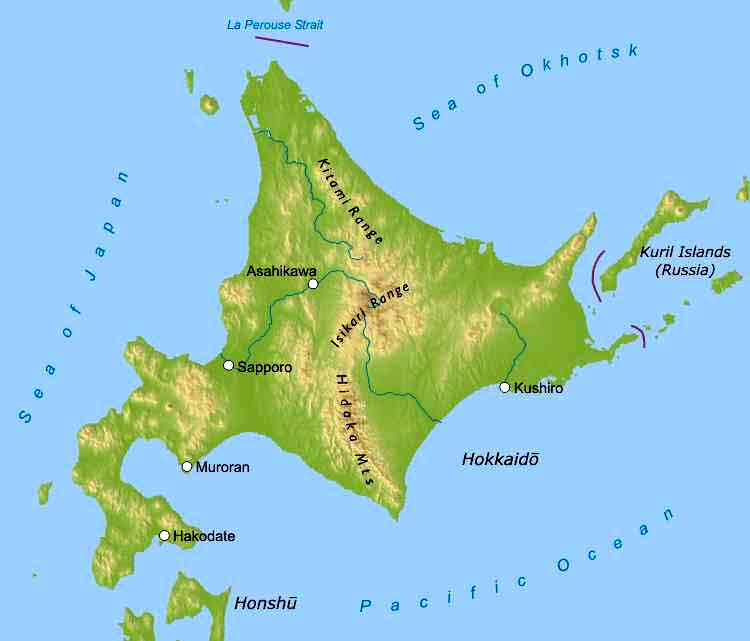
A região de Sinnoh é baseada na ilha japonesa de Hokkaidō

Diamond e Pearl se passam na região fictícia de Sinnoh, uma ilha baseada na ilha japonesa de Hokkaido. Sinnoh não está diretamente conectado a nenhuma outra região Pokémon. É caracterizada por grandes montanhas cobertas de neve; Mt. Coronet, uma parte de uma cordilheira, divide Sinnoh ao meio. Ao contrário das regiões anteriores, Sinnoh tem uma sensação "do norte" porque é a primeira região com rotas cobertas de neve. Sinnoh também é caracterizada por seus cursos de água com três lagos principais, Verity, Acuity e Valor, que formam um triângulo. Ao contrário da região Hoenn, no entanto, que é principalmente vias de água, apenas 30 por cento da paisagem de Sinnoh compreende cursos de água. Debaixo da superfície de Sinnoh está o Sinnoh Debaixo da terra, que é um grande labirinto de cavernas e túneis.
As localizações em Sinnoh incluem Oreburgh City (クロガネシティ, Kurogane City), Eterna City (ハクタイシティ, Hakutai City), Veilstone City (トバリシティ, Tobari City), Pastoria City (ハクタタイシティ, Hakutai City), Veilstone City (トバリシティ, Tobari City), Pastoria City (ノモセ), Snowpoint City (キッサキシティ, Kissaki City) e Sunyshore City (ナギサシティ, Nagisa City).

### História
Os jogos narram as aventuras de um novo treinador de Pokémon que se esforça para se tornar o Campeão da Liga Pokémon coletando e treinando Pokémon. Como a maioria dos jogos da série, Diamond e Pearl apresentam oito Ginásios Pokémon liderados por Líderes de Ginásio, treinadores profissionais cuja experiência reside em um tipo específico de Pokémon. Líderes de Ginásio servem como chefes e recompensam treinadores qualificados com insígnias de ginásio, a chave para o avanço da trama. Tal como acontece com todos os jogos principais, o protagonista também deve frustrar os esquemas de um sindicato do crime, neste caso, Equipe Galáctica, que planeja usar Pokémon para criar um novo universo só para eles, enquanto destrói o atual.
Tal como acontece com todos os outros jogos de RPG Pokémon, Diamond e Pearl começam na cidade natal do protagonista. Depois de assistir a uma reportagem de televisão sobre uma busca pela mídia por um Gyarados vermelho, que foi visto em um lago distante, o protagonista e seu melhor amigo, Barry por padrão, viajam juntos para verificar o lago local em busca de um Pokémon como ele . Eles avistam o Professor Rowan, um pesquisador de Evolução Pokémon, e seu assistente, o personagem jogável não selecionado no jogo: Lucas (menino) ou Dawn (menina). Após uma breve discussão, o professor e seu assistente saem do lago, deixando uma pasta para trás. Quando eles são atacados por um Starly selvagem, o protagonista e seu rival decidem examinar a pasta. Eles então têm a opção de escolher um dos três Pokémon encontrados–o Turtwig do tipo Grama, o Chimchar do tipo Fogo ou o Piplup do tipo Água–e continuam a batalha contra o Pokémon atacante. Depois de derrotar o Starly, Lucas ou Dawn recupera e devolve a pasta para o professor. Percebendo que um vínculo foi estabelecido entre o jovem protagonista e seu Pokémon escolhido, Rowan o oferece a eles, pedindo que embarquem em uma jornada e preencham seu Pokédex.
O protagonista encontra o grupo antagônico, Equipe Galáctica, no início do jogo, quando ele ou ela deve salvar o Professor Rowan de alguns de seus capangas; no entanto, seus motivos são obscuros até mais tarde. O jogador encontra a Equipe Galáctica novamente quando eles assumem um parque eólico e estabelecem uma base em Eterna City, antes de finalmente assumirem os três lagos de Sinnoh na tentativa de capturar o Mirage Pokémon Uxie, Azelf e Mesprit. Pouco depois de o jogador ganhar seu sétima Insígnia de Ginásio, Equipe Galáctica captura o Mirage Pokémon e o aprisiona dentro do laboratório de ciências da Equipe Galáctica Headquarters Building, onde seus membros extraem cristais do Pokémon para criar a Red Chain, um objeto que pode controlar o lendário Pokémon Palkia em Pearl ou Dialga em Diamond. Depois de liberar o trio, o protagonista é capaz de acessar Spear Pillar, uma antiga ruína no topo do Monte. Coronet, onde o líder da Equipe Galáctica invoca Dialga ou Palkia. Os poderes do lendário Pokémon começam a dominar Sinnoh, fazendo com que Uxie, Azelf e Mesprit recém-libertados tentem detê-lo. O jogador então batalha com Palkia ou Dialga e após derrotar ou capturar o Pokémon, Sinnoh retorna ao normal. Depois disso, o jogador continua sua jornada, eventualmente chegando Elite dos Quatro da Liga Pokémon à região de Sinnoh. Depois de derrotar os quatro membros, eles lutam contra a Campeã da Liga Sinnoh, uma mulher chamada Cynthia, que já havia aparecido antes no jogo. Depois que o protagonista derrota Cynthia, eles se tornam o novo Campião Liga de Sinnoh, terminando a história principal. No pós-jogo, há uma nova ilha para explorar que contém Pokémon não vistos no jogo principal e tem algumas novas lojas e um centro de torneio. O velho amigo do protagonista, que os desafiou várias vezes antes, também os estará esperando aqui e os desafiará para mais uma batalha.

## Desenvolvimento
Pokémon Diamond e Pearl foram desenvolvidos pela Game Freak e Junichi Masuda atuou como diretor do jogo. A música do jogo foi pontuada por Hitomi Sato e Junichi Masuda sob a supervisão de Go Ichinose, com algumas outras fanfarras compostas por Morikazu Aoki. De acordo com a Tsunekazu Ishihara da The Pokémon Company, os jogos foram concebidos com características únicas do DS em mente, tais como as capacidades Wi-Fi e slot para cartuchos de Game Boy Advance. Os botões de comando na tela de batalha são grandes e codificados por cores; de acordo com Masuda, esse recurso facilitaria a jogabilidade para jogadores que não sabem ler. Além disso, a interface da tela sensível ao toque foi projetada para incentivar os jogadores a usarem os dedos em vez da caneta para manipular a tela. Embora a maioria dos gráficos em Diamond e Pearl sejam 2D, alguns dos elementos de fundo são 3D. A decisão de manter os gráficos 2D em Diamond e Pearl atraiu críticas; em resposta, Tsunekazu Ishihara disse que "queríamos manter a ideia original do Pokémon sendo um jogo que você jogou neste grande mapa "e explicou que fisicamente, os jogos eram em três dimensões, mas foram projetados para" manter a sensação original do jogo." Em resposta às críticas sobre o uso de códigos de amigo nos jogos, Ishihara explicou que foi uma medida de segurança tomada para garantir que os jogadores não pudessem conversar com estranhos pela conexão Wi-Fi. A Nintendo divulgou um comunicado detalhando as falhas encontradas nas versões japonesas de Diamond e Pearl ficar preso em uma parede do jogo ou perder os dados salvos. A Nintendo lançou patches para certos varejistas no Japão para corrigir essas falhas.

### Beta
Em meados de 2020, mineradores de dados vazaram o código-fonte de Diamond e Pearl, revelando uma coleção de sprites não utilizados e designs descartados para novos Pokémon. Eles vazaram pela primeira vez para o ResetVia e faziam parte de uma série de vazamentos relacionados à Nintendo de compilações inacabadas de jogos em desenvolvimento.

## Lançamento
O desenvolvimento de Pokémon Diamond e Pearl foi anunciado em uma conferência de imprensa da Nintendo no quarto trimestre de 2004, juntamente com a revelação de Pokémon Dash e detalhes sobre o lançamento japonês do Nintendo DS. Masuda afirmou que "se tornaria um novo tipo de jogo que oferece uma série de novas formas de jogo" e que ele estava determinado a criar "a versão definitiva [Pokémon]". Embora Diamond e Pearl devessem ser lançados no Japão em 2005, a Nintendo revelou que os desenvolvedores ainda estavam trabalhando em aspectos da jogabilidade e que os jogos não seriam lançados até 2006. A empresa disse que Diamond e Pearl seriam capazes de se comunicar com jogos Pokémon para o Game Boy Advance, permitindo que os jogadores transferissem seus Pokémon para os novos jogos. A Nintendo também anunciou que os jogos farão uso total das capacidades Wi-Fi do DS, permitindo que 16 jogadores se comuniquem sem fio ao mesmo tempo. Mais informações sobre os jogos não foram lançadas até meados de 2006, quando o presidente da Nintendo, Satoru Iwata, mencionou que a conectividade com Pokémon Battle Revolution ainda estava em desenvolvimento; novos recursos como o Pokétch e sensibilidade ao tempo também foram mencionados.

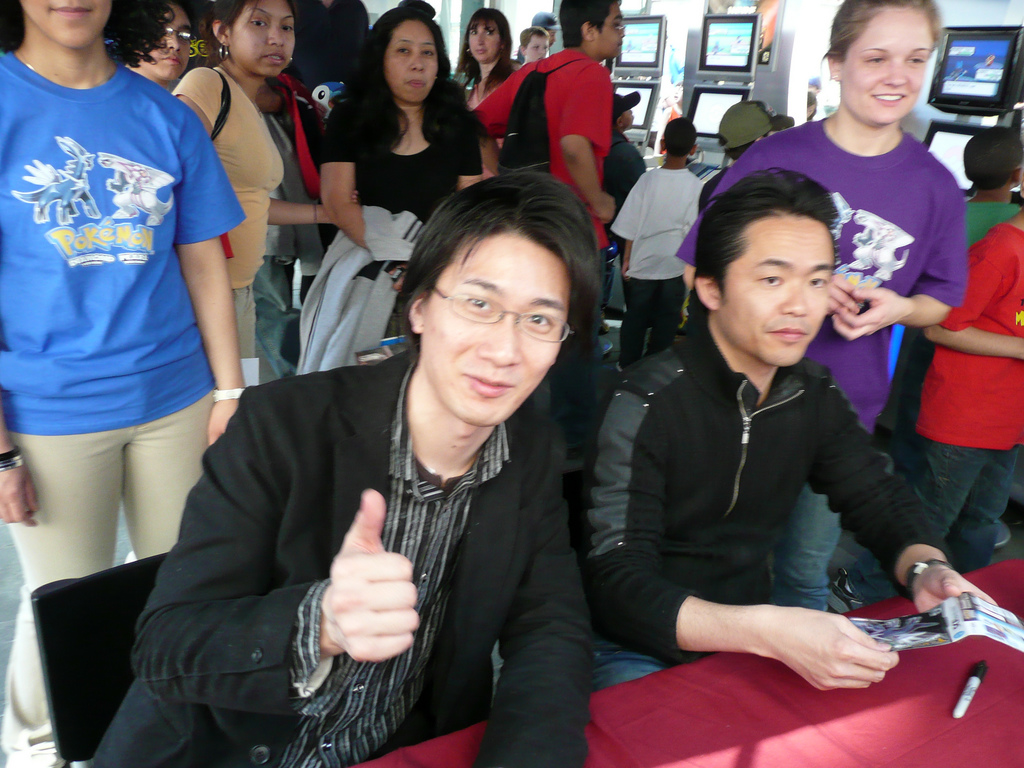
O diretor Junichi Masuda (à direita) e o designer Shigeru Ohmori (à esquerda) na festa de lançamento norte-americana na cidade de Nova Iorque.

Os jogos foram lançados no Japão em 28 de setembro de 2006. Para comemorar o lançamento, a Nintendo vendeu uma edição limitada do DS Lite nas lojas japonesas do Pokémon Center e através do fã-clube Pokémon pelo correio. O console apresentava as mascotes dos jogos Dialga e Palkia pintadas em prata e ouro, respectivamente, em acabamento preto metálico. Uma trilha sonora de dois discos, Nintendo DS Pokémon Diamond e Pearl Super Music Collection, também foi lançada no Japão em 22 de dezembro de 2006. Ela alcançou a posição #253 na Oricon do Japão e ficou nas paradas por uma semana. Em 20 de dezembro de 2006, a Nintendo of America anunciou que o lançamento dos jogos na América do Norte estava previsto para 22 de abril de 2007 e que aqueles que encomendassem suas cópias dos jogos receberiam estiletes DS especiais com alguns dos novos Pokémon. Pouco antes do lançamento dos jogos na América do Norte, The Pokémon Company apresentou uma demo limitada dos jogos para o estande da Nintendo na Game Developers Conference. Para comemorar o lançamento dos jogos na América do Norte, a Nintendo realizou uma festa de lançamento na Nintendo World Store no Rockefeller Plaza de Nova Iorque. Nintendo of Europe anunciou uma data de lançamento de 27 de julho de 2007, para a União Europeia, e Nintendo Australia anunciaram uma data de lançamento em 21 de junho. Um evento de lançamento foi realizado nas lojas GAME em Hamleys para comemorar o lançamento europeu dos jogos. O evento, realizado em 26 de julho de 2007, ofereceu a chance de comprar os jogos um dia antes de sua data de lançamento oficial e contou com a participação da banda McFly. Para comemorar o lançamento dos jogos na Austrália, a Nintendo lançou o Nintendo DS Connection Tour 07 em todo o país; cada parada do passeio apresentava eventos como competições de Pokémon Trading Card Game e jogos de perguntas e respostas Pokémon.
O sucesso dos jogos reavivou a popularidade da marca Pokémon. George Harrison, então vice-presidente de marketing da Nintendo of America, observou que os jogos estavam atraindo "jogadores de todas as idades" – desde crianças até "homens e mulheres adultos" e jogadores mais velhos que "jogavam os jogos Pokémon originais". Como resultado, a Pokémon USA abriu uma butique temporária na Times Square Toys "R" Us que vendia exclusivamente mercadorias licenciadas da Pokémon, incluindo bonecos de ação criados por Jakks Pacific, brinquedos de pelúcia, mochilas e roupas. Ronald Boire, presidente da Toys "R" Us, afirmou que a loja planeja abrir butiques temporárias em todas as 585 lojas locais. Outros produtos Pokémon incluem um Playset BattleDome e um Pokédex falante. Além disso, a Pokémon USA fez uma parceria com o Burger King em 2008 para lançar uma campanha promocional na qual o Burger King incluía cartões colecionáveis e acessórios Pokémon exclusivos com Refeições Infantis. A promoção durou de 7 de julho a 3 de agosto nos Estados Unidos e continuou até o outono internacionalmente.

## Recepção
Pokémon Diamond e Pearl obtiveram classificações um pouco mais altas do que FireRed e LeafGreen e Ruby e Sapphire. A pontuação mais alta dada foi 92 pela The UK Official Nintendo Magazine, enquanto a mais baixa foi 67 pela Game Revolution. Ryan Davis da GameSpot deu aos jogos um 8,5/10, "Ótimo", e chamou os jogos de "os jogos de Pokémon mais completos até o momento". IGN e GameZone também deram aos jogos um 8.5/10. The UK Official Nintendo Magazine deu 92% aos jogos e a GameSpy deu a eles 4,5/5. Os jogos recebeu críticas ligeiramente mais baixos de ComputerAndVideoGames.com do que o Ruby e Sapphire tinha, mas ganhou uma nota "A-" da 1UP.com, uma melhoria a partir de Ruby e Sapphire "B-".
A maioria dos críticos sentiu que, embora a jogabilidade e o enredo não tivessem mudado muito desde os primeiros jogos, Diamond e Pearl ainda eram envolventes. Ryan Davis, da GameSpot, disse: "É um pouco surpreendente o quão bem a fórmula se mantém em Diamond e Pearl, o que é um testemunho dos sólidos fundamentos da série, bem como da qualidade da execução." A conectividade Wi-Fi dos jogos também recebeu críticas amplamente positivas. A 1UP.com classificou o acréscimo da conectividade sem fio como as "maiores melhorias" dos jogos. GameSpot e GameSpyambos listaram a adição do jogo online como um dos pontos positivos dos jogos e chamaram o sistema de "robusto" e "provavelmente o novo recurso mais significativo". ComputerAndVideoGames.com disse sobre o Global Trade Center: "De repente, Pokémon se sente propriamente vivo pela primeira vez desde que os playgrounds estavam cheios de monstros no final dos anos 90 – e você perdoará instantaneamente a teimosia técnica da Game Freak a primeira vez que você liga o seu DS e encontra o Munchlax nível 100 que você desejava está no seu carrinho."
Os gráficos geralmente receberam críticas positivas. GameSpot elogiou a mistura de gráficos 2D e 3D, e GameZone disse que os gráficos eram "melhores do que o que eu tinha imaginado originalmente" e que "um título de Pokémon nunca ficou tão bom em um portátil". A GameSpy sentiu que os gráficos, embora simples, tornavam o jogo "um prazer de explorar". ComputerAndVideoGames.com, no entanto, disse que "o chamado 3D não é muito: é apenas uma mudança de ponto de vista, com o motor corajoso do DS tirando uma longa soneca agradável entre o estranho parque eólico hipnótico ou efeito de névoa." O áudio não foi tão bem recebido: IGN sentiu que os gritos feitos pelo Pokémon "ainda cantavam com o talento do Game Boy original" e que a música, embora "mais avançada", "não estava muito além [Game Boy Advance] qualidade". GameZone também sentiu que os sons não foram atualizados, dizendo "Esta [o áudio] é a única área que não deu um passo à frente. Ele permanece estagnado e não mostra nenhuma progressão em relação aos títulos GBA". GameSpot citou os sons "reciclados" dos jogos como um dos pontos negativos.

### Vendas
Lançados pela primeira vez no Japão em 2006, Pokémon Diamond e Pearl têm a semana de lançamento de jogos de maior sucesso da série Pokémon e a melhor semana de lançamento para qualquer jogo Nintendo DS apenas para o país. Em quarenta e seis dias, os jogos venderam três milhões de unidades, tornando-se os jogos DS mais rápidos a fazê-lo; no final do ano, o número aumentou para cinco milhões de unidades em pouco menos de três meses, tornando Diamond e Pearl os jogos Pokémon mais vendidos no Japão. Nos Estados Unidos, as pré-encomendas de Diamond e Pearl ultrapassaram 533.000, quase o dobro dos números de pré-venda para FireRed e LeafGreen. Cinco dias após o lançamento, os jogos venderam cerca de um milhão de cópias e foram os jogos Pokémon de venda mais rápida até o lançamento do Pokémon Platinum. Os jogos foram os jogos eletrônicos mais vendidos de 2007, com cerca de 4,27 milhões de unidades vendidas nos Estados Unidos; no início de 2009 as vendas ultrapassaram 5,3 milhões de unidades. Em 30 de setembro de 2017, Pokémon Diamond e Pearl combinados venderam 17,67 milhões de cópias em todo o mundo, fazendo com que suas vendas totalizem cerca de um milhão a mais do que as de Ruby e Sapphire e cerca de seis milhões a mais do que as de FireRed e LeafGreen. Os jogos também impulsionou as vendas de hardware nos Estados Unidos, estimulando as vendas de 471.000 unidades do DS e fazendo com que as vendas de jogos de vídeo em abril de 2007 a subir 20% a partir de abril de 2006. Em Na Europa, os jogos venderam cerca de 1,6 milhão de unidades em apenas sete semanas de seu lançamento e lideraram as paradas na Espanha, Alemanha e Reino Unido. Além disso, houve mais de 10 milhões de negociações de Pokémon via Wi-Fi.

### Prêmios
No G-phoria da G4 2007, os jogos ganhos Melhor Jogo Portátil, e foram nomeados para Melhor RPG. Em 2008, Pokémon Diamond e Pearl foram nomeados para o British Academy of Film and Television Arts Children's Kids Vote Award. Em Best of 2007 Awards da IGN, Diamond e Pearl foram nomeados os melhores jogos multijogador online e os melhores jogos de RPG. No Famitsu Game Awards de 2006, Diamond e Pearl ganharam o prêmio de Melhor Sucesso e empataram com Final Fantasy XII para o prêmio de Jogo do Ano.
A batalha competitiva em Pokémon se tornou muito mais popular com Diamond e Pearl. A divisão física especial permitiu que Pokémon como Gengar e Gyarados usassem suas estatísticas de ataque mais altas e deu movimentos de cobertura especial/física para tipos anteriormente totalmente físicos/especiais, e o jogo online tornou a batalha entre Pokémon possível em todo o mundo.

## Legado

### Sequência
Pokémon Platinum Version (ポケットモンスタープラチナ, Poketto Monsutā Purachina, Pocket Monsters: Platinum) é uma versão aprimorada de Pokémon Diamond e Pearl desenvolvida pela Game Freak e publicada pela The Pokémon Company e pela Nintendo para o console de jogo eletrônico portátil Nintendo DS. Foi lançado em 13 de setembro de 2008 no Japão, 22 de março de 2009 na América do Norte, 14 de maio de 2009 na Austrália e 22 de maio de 2009 na Europa. Os desenvolvedores criaram Platinum com a intenção de torná-lo uma versão mais forte de Diamond e Pearl, que eles descreveram como os títulos Pokémon "definitivos".
Pokémon Platinum teve uma recepção geralmente positiva, mantendo pontuações agregadas de 84 e 83,14% no Metacritic e GameRankings, respectivamente. Ele foi elogiado pelas adições e mudanças feitas em Diamond e Pearl por publicações como IGN, Nintendo Power e GamePro, embora tenha sido criticado por ser muito semelhante a eles. IGN incluiu-o como o nono melhor jogo de Nintendo DS já feito, bem como o nomeou como um dos melhores jogos de RPG para DS de 2009. Foi o jogo de venda mais rápida no Japão na época, vendendo 7,06 milhões de cópias por 7 de maio de 2010.

### Recriações
Pokémon Brilliant Diamond e Shining Pearl são recriações aprimorados dos jogos e estão planejados para serem lançados para o Nintendo Switch no final de 2021.

### Prequela
Pokémon Legends: Arceus é um RPG de ação de mundo aberto que serve como uma prequela de Diamond e Pearl e se passa em uma versão feudal da região de Sinnoh. O lançamento do Nintendo Switch está programado para o início de 2022.

## Jogos relacionados

### Pokémon Battle Revolution
Pokémon Battle Revolution (ポケモンバトルレボリューション, Poketto Monsutā Batoru Reboryūshon) é a primeira encarnação Wii da franquia de jogo eletrônico Pokémon. É também o primeiro jogo Wii a usar a conexão Wi-Fi Nintendo na América do Norte e no Japão e o primeiro jogo Wii a interagir sem fio com o portátil Nintendo DS.

### My Pokémon Ranch
My Pokémon Ranch (みんなのポケモン牧場, Minna no Poketto Monsutā Bokujō, Everyone's Pokémon Ranch) é um jogo para Wii desenvolvido pela Ambrella e lançado através do serviço de download WiiWare. Lançado pela primeira vez em 25 de março de 2008 no Japão, mais tarde foi disponibilizado na América do Norte em 9 de junho de 2008 e na Europa em 4 de julho de 2008,[carece de fontes?] por 1.000 Wii Points, equivalentes a US$ 10,00. Como o Pokémon Box: Ruby e Sapphire da GameCube, My Pokémon Ranch permite aos jogadores para armazenar e organizar Pokémon Diamond e Pearl. Pokémon transferidos desses jogos para My Pokémon Ranch são renderizados em 3D e podem interagir com os Miis do jogador.